# 106
| 106                |
| ------------------ |
| Dødsfald - Fødsler |
|                    |

| Gregoriansk kalender | 106 CVI                 |
| Ab urbe condita      | 859                     |
| Armensk kalender     | I/T                     |
| Kinesiske kalender   | 2802 – 2803 乙巳 – 丙午 |
| Etiopisk kalender    | 98 – 99                 |
| Jødisk kalender      | 3866 – 3867             |
| Hindukalendere       |                         |
| - Vikram Samvat      | 161 – 162               |
| - Shaka Samvat       | 28 – 29                 |
| - Kali Yuga          | 3207 – 3208             |
| Iransk kalender      | 516 BP – 515 BP         |
| Islamisk kalender    | 532 BH – 531 BH         |

Se også 106 (tal)

## Begivenheder
- Kejser Trajan erobrer Dakien (i det nuværende Rumænien, Bulgarien og Grækenland)